# 7186 Tomioka
För andra betydelser, se Tomioka.
7186 Tomioka eller 1991 YF är en asteroid i huvudbältet som upptäcktes den 26 december 1991 av de båda japanska astronomerna Kazuro Watanabe och Kin Endate vid Kitami-observatoriet. Den är uppkallad efter Hiroyuki Tomioka.
Asteroiden har en diameter på ungefär 13 kilometer.